# 西波爾克鎮區 (密蘇里州克里斯蒂安縣)
西波爾克鎮區（英語：West Polk Township）是位於美國密蘇里州克里斯蒂安縣的一個行政鎮區。

## 地方資料
西波爾克鎮區的面積為51.04平方千米，當中陸地面積為50.86平方千米，而水域面積為0.17平方千米。根據2020年美國人口普查的數據，當地共有人口1000人，而人口密度為每平方千米19.59人。